# V batalion kolejowy
 V Batalion Wojsk Kolejowych („V b. woj. kol.”) – oddział saperów kolejowych Wojska Polskiego w II Rzeczypospolitej.

## Formowanie i zmiany organizacyjne
V batalion wojsk kolejowych utworzony został we wrześniu 1919 r. z kompanii zajętej przy budowie kolejki Sompolno-Jabłonka i dwóch samodzielnych kompanii kolejowych armii gen. Hallera przybyłych z Francji, oraz kompanii kolejowej utworzonych przez dowództwo frontu Litewsko – Białoruskiego. Dnia 5 września 1919 r. batalion wyruszył na front litewsko – białoruski, na którym pozostał aż do powrotu do 3 pułku wojsk kolejowych. Z początkiem 1920 r. baon wysłał dwie kompanie do dyspozycji Frontu Pomorskiego, celem objęcia przeznaczonej Polsce części Pomorza i Prus Wschodnich, które to kompanie powróciły na Front Litewsko – Białoruski po zajęciu Pomorza. W okresie marcowej kontrofensywy V batalion otrzymał, wraz z VI batalionem kolejowym, pochwałę od dowództwa 9 Dywizji Piechoty za dzielne współdziałanie z innymi rodzajami broni, oraz sprężystość i szybkość w uruchomieniu linii kolejowych. Z ofensywą w 1920 r. batalion posuwał się tuż za oddziałami czołowymi, dzielnie wspomagając piechotę, ułatwiając jej transport i zaprowiantowanie, przy czym dnia 10 maja batalion osiągnął Dniepr pod Rzeczycą. Zachowanie się żołnierzy batalionu i fachowe prace na czołowych odcinkach charakteryzuje szereg poległych i rannych w tym czasie, wielka ilość odznaczeń i liczne pochwały w rozkazach dowództwa frontu. W czasie odwrotu batalion przeprowadził ewakuację linii kolejowej: Rzeczyca – Brześć Litewski, nie pozostawiając nieprzyjacielowi ani jednego wagonu i parowozu, i niszcząc doszczętnie wszystkie ważniejsze obiekty kolejowe, utrudniając tym samem nieprzyjacielowi pościg. W czasie ofensywy bolszewickiej na Warszawę baon przerzucony na linię Warszawa- Toruń, gdzie w obronie Włocławka, z braku piechoty, walczył z nierównym przeciwnikiem, tracąc na polu walki 1 oficera i 4 szeregowych. Z inicjatywy dowódcy batalionu ze składek żołnierzy i oficerów V batalionu wystawiono we Włocławku pomnik poległym w obronie tegoż miasta. W okresie ostatniej ofensywy polskiej V batalion wykonał szereg poważnych prac budowlanych jak: most na Bugu, średni i ostatni olbrzymi most na Prypeci, po ukończeniu którego w końcu listopada 1921 r. baon przybył do Poznania do 3 pułku wojsk kolejowych. Za czyny i prace V batalion na froncie otrzymał odznaczenia Krzyżem Walecznych, a dowódca batalionu kpt. Głazek oraz por. Antoni Hubicki otrzymali krzyże Virtuti Militari V. kl. Na pamiątkę pobytu na froncie Litewsko – Białoruskim batalion ustanowił odznakę pamiątkową, projektowaną przez por. Miterę który również projektował pomnik poległym w obronie Włocławka.
1 października 1924 r. 3 pułk wojsk kolejowych na podstawie rozkazu Ministra Spraw Wojskowych Departament VI L. 2224/24 tj. z dn. 13 sierpnia 1924 r. został zlikwidowany. W myśl powyższego rozkazu, żołnierze i sprzęt V batalionu kolejowego została przydzielona do 1 pułku wojsk kolejowych w Krakowie i 2 pułku wojsk kolejowych w Jabłonnie.

## Dowództwo batalionu
Dowódca batalionu
- płk Słupecki Stanisław[4]
- kpt. Głazek Wacław,
- kpt. Chrobak
- p.o. kpt Puchalski,
- p.o. mjr inż. Butkiewicz Aleksander – 1923[5]

Zastępca dowódcy batalionu
- kpt. Śliwa Jan

Adiutant batalionu
- por. Sokołowski Witold.
- por. Pieńkowski Z.
- dowódca 1 kompanii 5 batalionu/adiutant 5 batalionu/dowódca szkoły podoficerskiej – por. Klemens Nowacki

Dowódcy kompanii
- kpt. Handurski,
- kpt. Ostrowski R. – dowódca 2 kompanii
- por. Władysław Michalczyk
- por. Biernacki

## Symbole batalionu
Batalion otrzymał odznakę pamiątkową zatwierdzoną Dziennikiem Rozkazów Ministra Spraw Wojskowych nr 49 z 1921 r., poz. 79. Odznakę stanowi elipsowata tarcza otoczona wieńcem, który u dołu zamyka koło kolejowe. Na tarczy, na skrzyżowanym karabinie z młotkiem, znajduje się stojący orzeł oraz poniżej napis: „V BAON WOJSK KOLEJOWYCH POLESIE LITWA BIAŁORUŚ 1919-1921”. Odznaka na zdjęciu ma wymiary 33 × 43 mm. Wykonana została w tombaku, srebrzona i oksydowana, bez emalii. Rewers – wybity z bardzo dobrze widoczną kontrą, słupek – calowy.

## Opinie
Wzorowa i spokojna służba oficerów i żołnierzy 5-go Baonu Kolejowego, D-cy węzła Kalmkowicze — por. Zamorskiego i jego pomocników,
oraz oficera rozdzielczego por. Filara — umożliwiła spokojną i planową ewakuację tak ważnego węzła, oraz planowe zniszczenie linji.